# バーナード・パーカー
バーナード・パーカー（Bernard Melvin Parker, 1986年3月16日 - ）は、南アフリカ共和国、ボクスブルク出身で、元同国代表の元サッカー選手。現役時代のポジションはフォワードである。

## 経歴

### クラブ
2004年より南アフリカのサンダロイヤルズールーでキャリアをスタートさせ、2009年にセルビアのレッドスター・ベオグラードに移籍した。2009年7月FCトゥウェンテに移籍したがこのとき二重契約を締結。現在、FIFAの調査を受けている。この権利を証明するには最低6ヶ月が必要とされている。
2011年1月18日にパンセライコスFCへのレンタル移籍が決まった。
2011年夏、母国南アフリカのカイザー・チーフスFCへ完全移籍。

### 代表
2009年6月17日のFIFAコンフェデレーションズカップ2009・ニュージーランド戦で2ゴールを決める活躍をした。これはあくまで格下相手からゴールを決めたもので、実際は決定力に欠け、「スコアレス・ストライカー」と揶揄されている。同年11月からは、ジョエル・サンタナ監督との確執で代表から追放されていたベニー・マッカーシー復帰後は控えに降格している。

## 代表歴

### 出場大会
- 南アフリカ代表
  - 2010 FIFAワールドカップ

### 試合数
- 国際Aマッチ 73試合 23得点（2007年-2015年）[1]

| 南アフリカ代表 | 国際Aマッチ | 国際Aマッチ |
| 年             | 出場        | 得点        |
| -------------- | ----------- | ----------- |
| 2007           | 5           | 0           |
| 2008           | 7           | 4           |
| 2009           | 14          | 3           |
| 2010           | 10          | 3           |
| 2011           | 7           | 0           |
| 2012           | 5           | 2           |
| 2013           | 17          | 7           |
| 2014           | 4           | 4           |
| 2015           | 4           | 0           |
| 通算           | 73          | 23          |